# Karl Holzapfel
Karl Holzapfel (* 25. Dezember 1866 in New York City; † 8. Dezember 1942 in Kiel) war ein deutscher Geburtshelfer, Gynäkologe und Hochschullehrer.

## Leben
1872 übersiedelte Holzapfels Familie nach Deutschland. Karl Holzapfel besuchte das Gymnasium Schulpforta. Nach dem Abitur in Kassel studierte er Medizin an der  Julius-Maximilians-Universität Würzburg, der  Kaiser-Wilhelms-Universität Straßburg und der  Friedrich-Wilhelms-Universität Berlin. Er war Mitglied der Corps Rhenania Würzburg (1886) und Rhenania Straßburg (1886). Militärdienst brauchte er wegen der Doppelten Staatsbürgerschaft nicht zu leisten.
Am 6. Dezember 1890 bestand er das Medizinische Staatsexamen. Im Sommer desselben Jahres wurde er in Straßburg zum Dr. med.  promoviert. Er machte Schiffsreisen nach Süd- und Nordamerika und verbrachte zunächst einige Zeit bei dem Heilgymnastiker Thure Brandt in Stockholm. Die fachärztliche Ausbildung begann er in Straßburg, 1892/93 zunächst in der Frauenklinik bei Wilhelm Alexander Freund, dann an der Medizinischen Poliklinik. 1896 ging er für drei Jahre an die Frauenklinik im Universitätsklinikum Erlangen. Er wechselte 1899 an die Kieler Klinik und habilitierte sich bei Richard Werth. 1901 ließ er sich in Kiel nieder. In der Bevölkerung und in Kreisen der Kaiserlichen Marine hoch angesehen, wurde er 1904 a.o. Professor der Christian-Albrechts-Universität zu Kiel. Er war passionierter Jäger. Seit 1937 kränkelnd, betrieb er die Arztpraxis noch wenige Tage vor seinem Tod.
Mit seiner Frau Elfriede geb. Petersen hatte er zwei Töchter und zwei Söhne. Rhenania Straßburg verlieh ihm die Ehrenmitgliedschaft. Eberhard Philipp überreichte Holzapfel 1940 in der Reichsuniversität Straßburg die Erneuerung des Doktordiploms nach 50 Jahren.